# Chromis circumaurea
Chromis circumaurea es una especie de peces de la familia Pomacentridae en el orden de los Perciformes.

## Morfología
Los machos pueden llegar alcanzar los 10,2 cm de longitud total.

## Hábitat
Es un pez de mar.

## Distribución geográfica
Se encuentran en las Islas Carolinas y, probablemente también, en las Islas Marshall e Islas Marianas.